# Neosuthora davidiana
A Neosuthora davidiana a madarak osztályának verébalakúak (Passeriformes) rendjébe és a óvilági poszátafélék (Sylviidae) családjába tartozó Neosuthora nem egyetlen faja. 10 centiméter hosszú. Kína, Laosz, Mianmar, Thaiföld és Vietnám trópusi, szubtrópusi nedves, alacsonyan fekvő erdeiben él. Alapvetően növényevő. Márciustól áprilisig költ.

## Alfajai
- N. d. thompsoni (Bingham, 1903) – kelet-Mianmar déli részén, Laosz, Vietnám és Thaiföld északnyugati részén;
- N. d. tonkinensis (Delacour, 1927) – Laosz északkeleti és északi középső részén, Vietnám északi középső részén;
- N. d. davidianus (Slater, 1897) – kelet-Kína.

## Fordítás
- Ez a szócikk részben vagy egészben  a   Short-tailed parrotbill című angol Wikipédia-szócikk fordításán alapul.  Az eredeti cikk szerkesztőit annak laptörténete sorolja fel. Ez a jelzés csupán a megfogalmazás eredetét és a szerzői jogokat jelzi, nem szolgál a cikkben szereplő információk forrásmegjelöléseként.